# 다카오 신지
다카오 신지(일본어: 高尾 紳路, 1976년 10월 26일 ~ )는 일본의 바둑 기사이다.

## 약력
- 1976년 10월 26일 일본 지바현 지바시 출생
- 1986년 일본 전국 소년 소녀 바둑 대회 2위(초등 4학년)
- 1991년 후지사와 히데유키(藤沢秀行) 9단의 문하생으로 입단, 초단
- 1992년 2단 승단.
- 1993년 3단 승단.
- 1994년 4단 승단.
- 1996년 제21기 일본 신인왕전 우승, 5단 승단
- 1998년 제23기 일본 신인왕전 준우승, (대 야마시타 케이고) 6단 승단
- 2000년 제15기 NEC 전영 토너먼트 대회 우승, 제9기 용성전 우승, 7단 승단
- 2002년 제17기 NEC 전영 토너먼트 대회 우승, 제27기 일본 신인왕전 준우승 (대 장쉬), 8단 승단
- 2003년 제16회 후지쯔배 8강.제41기 십단전 준우승 (대 왕리청 2:3)
- 2004년 제2회 도요타덴소배 32강, 제6회 농심배 일본대표. 제16기 용성전 우승
- 2005년 6월 제60기 혼인보 타이틀 획득(대 장쉬 4:1), 9단 승단, ※첫 리그 진입, 도전권 획득, 첫 우승.
- 2006년 7월 21일 제61기 혼인보 우승, 2연패 (대 야마다 기미오 4:2)
- 2006년 11월 제31기 명인전 우승 (대 장쉬 4:2) ※첫 명인전 리그 진입, 도전권 획득, 사상 6번째 명인 본인방 등극.
- 2007년 6월 26일 제62기 혼인보 우승 (대 요다 노리모토 4:1, 본인방전 3연패, 총 10번째 타이틀 획득)
- 2007년 12월 다이와증권배 우승.
- 2008년 4월 3일 제46기 십단전 우승(대 조치훈 3:0)
- 2008년 7월 23일 제63기 혼인보 준우승 (대 하네 나오키 3:4, 일본 사상 여섯번째 3연패 후 4연승 허용).
- 2009년 3월 5일 개인통산 700승 달성, 04.16 제47기 십단전 준우승(대 장쉬 1:3). 제64기 일본 혼인보 준우승 (대 하네 나오키 2:4)
- 2010년 11월 26일 광저우 아시안게임 남자 단체전 동메달. 제35기 십단전 준우승 (대 이야마 유타 0:4)
- 2012년 제31기 NEC컵 우승 제36기 기성전 준우승 (대 장쉬 3:4)
- 2013년 9월 3일 삼성화재배 본선 32강 진출(국가 시드). 제68기 일본 혼인보 준우승 (대 이야마 유타 3:4)
- 2014년 제52기 일본 십단전(十段戰) 우승 (3:2 승리 상대 유키 사토시(結城　聡)9단)
- 2014년 제40기 일본 천원전(天元戰) 우승 (3:2 승리 상대 이야마 유타(井山裕太)9단)
- 2015년 제53기 일본 십단전 준우승 (2:3 패배 상대 이다 아쓰시(伊田　篤史)8단), 제40기 일본 명인전 준우승(0:4 패배 상대 이야마 유타(井山裕太) 9단), 제41기

일본 천원전 준우승(0:3 상대 이야마 유타(井山裕太) 9단)
- 2016년 제71기 일본 혼인보 준우승 (1:4 패배 상대 이야마 유타(井山裕太) 9단)
- 2016년 제41기 일본 명인전 우승 (4:3 상대 이야마 유타(井山裕太) 9단)
- 2017년 제42기 일본 명인전 준우승(1:4 상대 이야마 유타(井山裕太) 9단), 제24기 아함동산배 준우승(상대 무쓰우라 유타)